# Матчак Михайло Федорович
Миха́йло Матча́к (нар. 28 лютого 1895, с.Воля Якубова, нині Дрогобицький район Львівська область — пом. 19 листопада 1958, Потьма, нині Зубово-Полянський район, Республіка Мордовії, РФ) — український військовий і політичний діяч (УСС, УВО), публіцист, книговидавець.

## Життєпис
Михайло Матчак народився 28 лютого 1895 року у селі Воля Якубова Дрогобицького повіту Галичини. Батько Федір і мати Єва були селянами. Початкову освіту здобув у рідному селі.

### Військова діяльність

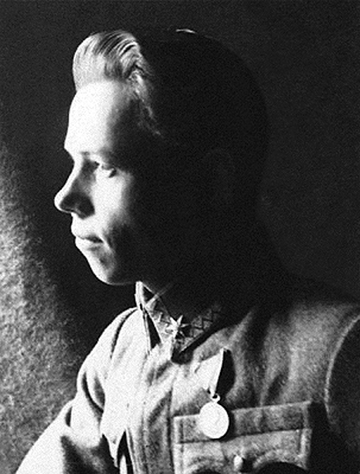
Хорунжий УСС М. Матчак

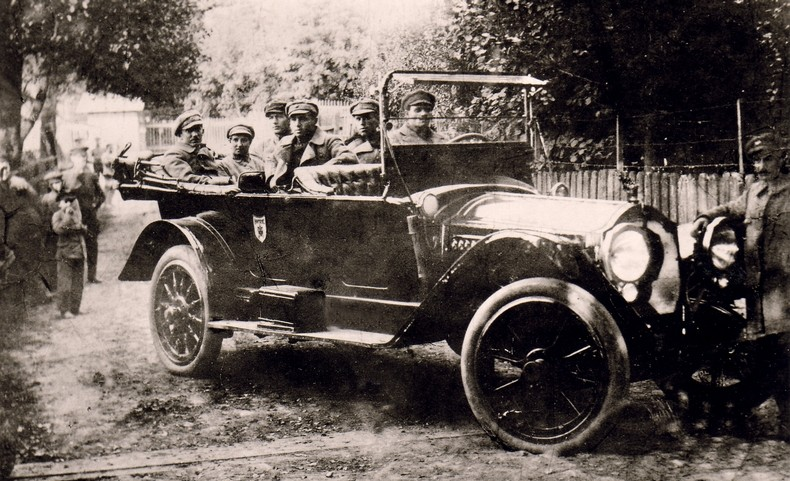
Зліва направо: Євген Коновалець, Таїсія Юріїв, Іван Юріїв, Петро Пасіка, Михайло Матчак та невідомий водій. Шепетівка, жовтень 1919.

Відвідини Євгеном Коновальцем штабу 11-ї дивізії Січових Стрільців (командир Роман Сушко), Шепетівка, серпень-вересень 1919 р. Зліва направо сидять: 2-й Михайло Матчак, далі Марко Безручко, Євген Коновалець, Роман Сушко, Юрій Отмарштейн

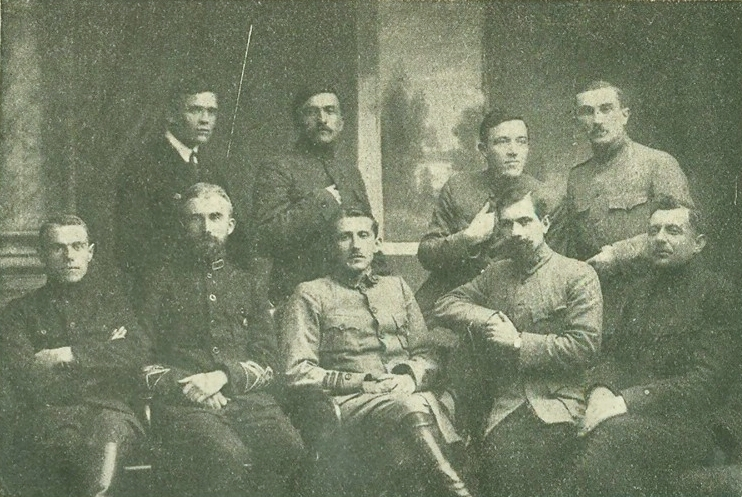
Штаб Січових Стрільців після розформування (1920) : сидять зліва направо Михайло Матчак, Андрій Мельник, Євген Коновалець, Роман Сушко, Іван Даньків; стоять зліва направо Іван Андрух, Роман Дашкевич, Василь Кучабський, Ярослав Чиж

Після закінчення з відзначенням гімназії у Дрогобичі в 1914 році зголосився добровольцем до Легіону Українських Січових Стрільців. Брав участь майже у всіх битвах Легіону УСС. Відзначився як один із найкращих провідників стеж у Карпатах. Член управи «Пресового фонду УСС», котрий упродовж семи місяців 1915 зібрав 16 000 крон на фінансування 44 номерів стрілецького часопису «Шляхи», який видавався протягом 1915 — 1918 років під опікою Пресової кватири УСС.

Комітет пресового фонду (зліва направо): П. Дідушок, О. Навроцький, Д. Вітовський, І. Рогульський, М. Матчак

У вересні 1916 року в битві на горі Лисоня хорунжий Матчак потрапив у російський полон. Разом з іншими старшинами УСС М. Матчак був відправлений в табір на Цар-Горі у м. Царицині (тепер м. Волгоград, Росія), де на той час перебував Євген Коновалець. З перших днів перебування галичан у Царицині Є. Коновалець став визнаним лідером серед українського старшинства, організатором заходів, які сприяли зміцненню морального духу, піднімали у людей віру в краще майбутнє, у повернення на батьківщину. Відтак, він робив усе, щоб старшини не гаяли часу, готувалися до нових битв за волю України. Організовував регулярне навчання з предметів військового мистецтва, а Іван Чмола, піонер пластової організації в Галичині, — щоденні спортивні вправи просто неба, навіть у лютий мороз. Крім усього, Є. Коновалець домігся від адміністрації поліпшення побутових умов, зокрема щодо житла, яке тут не було пристосоване до холодної зими. На початку березня 1917 року, всіх 32 галицьких старшин перевели у табір в містечку Дубовка за 50 км на північ від Царицина, де умови перебування, насамперед житло, були набагато кращими. За активної участі Є. Коновальця в таборі у Дубовці галицькі старшини заснували кількасоттомову бібліотеку, якою став завідувати М. Матчак. У ній були книжки, придбані за власні кошти, надіслані з Києва, Москви, Полтави, усі річники журналу «Украинская жизнь», який у Москві видавав С. Петлюра, а також газети, зокрема «Царицинский вестник». У таборі в порозумінні із старшинами інших націй (поляками, чехами, болгарами, хорватами) було влаштовано університетський та політехнічний курси.
Влітку 1917 року Є. Коновалець, як представник царицинської української громади, виїхав до Києва. Щоб з від'їздом Коновальця не втратити зв'язку з українськими полоненими в Царицині, а також постійного зв'язку з Києвом хорунжий Матчак добровільно зголошується до формованого у Царицині українського куреня, де очолює апарат постачання цього куреня. На заклик з Києва Є. Коновальця у ніч на Різдво 1918 року 14 галицьких старшин (А. Мельник, Р. Сушко та інші) непомітно покинули табір в Дубовці і в хуртовину пішки добралися до Царицина. Там М. Матчак, як начальник апарату постачання куреня, забезпечив їх російською військовою формою, грішми та свідоцтвами про звільнення зі служби, надісланими з Києва Є. Коновальцем. Наступної ночі у військовому ешелоні вони виїхали до Києва, де разом із Євгеном Коновальцем, Андрієм Мельником Михайло Матчак став одним із організаторів Куреня (пізніше Корпусу) Січових Стрільців, якому судилося прославитись у битвах за незалежність України. Він входив до складу Стрілецької Ради Куреня, був ад'ютантом командира Куреня Є. Коновальця та став наймолодшим сотником у складі Корпусу. У березні 1919 року в бою під Бердичевом отримав поранення. На фронті перебував до грудня 1919 року.

### Політична діяльність
Після повернення з фронту до Львова М. Матчак продовжив активну політичну діяльність, поєднуючи її з навчанням. У липні 1920 року за ініціативи Є. Коновальця, І. Андруха, В. Кучабського, М. Матчака, Я. Чижа відбулася остання нарада Стрілецької Ради Корпусу Січових Стрільців, на якій з метою продовження збройної боротьби за незалежність України було вирішено створити нелегальну «Українську Військову Організацію» (УВО).

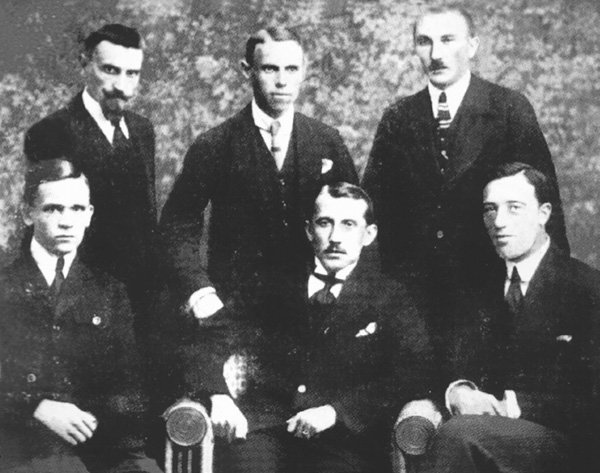
Члени Стрілецької ради у Празі в липні 1920 року. Зліва направо сидять: Іван Андрух, Євген Коновалець, Василь Кучабський; стоять: Іван Чмола, Михайло Матчак, Ярослав Чиж

Організаційні заходи зі створення УВО було розпочато у Львові. Наприкінці серпня М. Матчак і Я. Чиж заснували перший командний осередок УВО. У вересні 1920 у Львові була створена тимчасова Начальна Колегія УВО (М. Матчак, О. Навроцький, Ю. Полянський, Я.Чиж і В. Целевич), яку після переїзду з Відня до Львова (20 липня 1921 року) очолив полковник Є. Коновалець під назвою Начальна Команда УВО. Для фінансування УВО було створено «Український Бойовий Комітет», який очолив М. Матчак. Комітет займався збором грошових пожертв на цілі УВО і мав свої осередки не лише в Галичині, але і за кордоном (США, Чехословаччина).
Свою діяльність УВО поширювала не лишень на військово-організаційну сферу, але й на політичну, стаючи де-факто керівним політичним осередком української спільноти. Її члени перебирали на себе відповідальність за громадське життя і спричинилися до віднови діяльності різних суспільних організацій, часто очолюючи їх чи стаючи в їх проводі. Так зусиллями Я. Чижа і М. Матчака був відновлений Український Студентський Союз, який став найдіяльнішою та найпоширенішою організацією української молоді. Саме з ініціативи Українського Студентського Союзу та вчених НТШ (В. Щурат, М. Кордуба, М. Панчишин, В. Вергановський, І. Крип'якевич та ін.) у відповідь на репресії польської влади проти української освіти й науки, фактичну заборону українській молоді навчатися в університетах навесні 1921 року у Львові був заснований Український таємний університет (УТУ). М. Матчак записався на навчання на правничий факультет. Звичайно умови навчання і праці в УТУ були далекі від ідеальних. Лише студенти філософського і правничого факультетів мали змогу прослухати університетський курс повністю, на відміну від медичного та політехнічного відділів, де навчання тривало 4 семестри. Навчання в університеті відбувалося в умовах суворої конспірації, з переслідуванням та арештами польською поліцією студентів та професорів. Матеріальне забезпечення університету здійснювали самі студенти. Матеріальну підтримку університету надавали українські господарські установи, представники еміграції. З цих джерел покривалися видатки університету, а також за згодою й апробацією Студентського допомогового товариства, яке очолював студент М. Матчак, надавалася фінансова допомога студентам. Через переслідування владою, відсутність матеріальної бази і нестачу коштів у червні 1925 року на засіданні сенату університету було оголошено про зупинення його діяльності.
У жовтні 1921 року Михайло Матчак був арештований за звинуваченням у причетності до бомбового замаху на Ю. Пілсудського. Він належав до тієї п'ятірки, що зголошувалася на цей учинок, але жеребок витягнув С. Федак. Оскільки твердих доказів проти Матчака не було суд присяжних засудив його лише до 2 років ув'язнення. Після виходу із тюрми він навчався в Лейпцигу та продовжував політичну роботу, ставши членом Української Радикальної Партії (УРП), а пізніше і членом її Головного Секретаріату. Одночасно за дорученням проводу УВО разом з Д. Паліївим протягом 1924–1926 років редагував орган УВО «Новий час». За цей період проявив себе здібним журналістом і публіцистом, друкувався в суспільно-політичному часописі «Заграва».
У період внутрішньої кризи в УВО, спричиненої ідеологічно-політичними розбіжностями, за рішенням Головного Секретаріату УРП М. Матчак у 1925 році вийшов із рядів УВО.
У 1928 році з рамена УРП був обраний послом до польського сойму, де як добрий промовець виявив себе вірним трибуном в справах захисту прав українського народу.
У 1931 році одружився із Стефанією Савицькою (1891—1977) — громадською діячкою, співзасновницею кооперативи домашнього промислу «Українське народне мистецтво». Метою заснованої у Львові в 1922 році кооперативи було пропагування модерного застосування і збуту виробів народного мистецтва та домовиробництва, збереження чистоти їх стилю.

### Видавнича діяльність
М. Матчак був членом управи видавничої кооперативи «Червона калина» (голова Надзірної Ради Степан Шухевич, головний директор Осип Навроцький), заснованої в 1921 році колишніми вояками УСС і УГА з метою збирати й видавати матеріали, документи, спогади з українських визвольних змагань та з періоду української державности.
Створив і був власником видавництва і випозичальні книжок «Ізмарагд» у Львові (1923–1939). Видавництво надрукувало повні збірки творів М. Черемшини, В. Стефаника, антологію сучасної української поезії, мистецьку збірку «Екслібріс», твори молодих письменників та класиків для шкільної молоді.
Був у складі дирекції Українського Видавництва (УВ), заснованого в 1939 році в Кракові В.Кубійовичем як спілка з обмеженою порукою. Це було єдине дозволене німецькою владою українське видавництво в Генеральній Губернії, яке мало за мету задовольняти потреби українського населення у книжковій продукції, але передусім забезпечити шкільну молодь підручниками. З 1941 року УВ отримало змогу поширити видавничу діяльність на Галичину, де була утворена друга філія УВ, яку очолив М. Матчак. Філія у Львові мала дві друкарні і друкувала більшість видань УВ. Крім шкільних підручників, «Історії України», «Кобзара» Т. Шевченка, передруків творів Б. Лепкого, В. Бірчака та інших друкувалися майже невідомі читачам Галичини твори письменників з Центральної та Східної України Б. Антоненка-Давидовича, В. Підмогильного, М. Куліша, М. Зерова, О. Влизька, О. Слісаренка; у видавництві вийшли повні видання творів Василя Стефаника, Леся Мартовича, для потреб масового читача серія «Книжки для всіх», з наукових праць «Географія України» В. Кубійовича, «Старий Галич» Я. Пастернака. За шість років роботи «Українське видавництво» випустило 544 книжки та інші неперіодичні видання загальним тиражем понад 30 мільйонів примірників та 1839 чисел часописів — тиражем майже 25 мільйонів примірників. З квітня 1944 року Львівська філія УВ припинила свою роботу.

### Арешт і заслання
Перед другою комуністичною окупацією Львова М. Матчак з дружиною виїхав до Відня. Після приходу американських військ і поділу міста на п'ять окупаційних зон перебував у англійській зоні. Знаючи англійську мову, Матчак працював урядовцем міжнародної допомогової організації УНРРА і був у тісному контакті з українською еміграцією. Він не підозрював, що комуністична агентура пильно стежила за кожним його кроком. 27 лютого 1947 року Михайло Матчак разом із дружиною Стефанією та сином свого брата Степана — Віктором Матчаком, американським військовим, який перебував у той час у Відні, відвідав експозицію щойно відкритої виставки робіт радянських художників. Увечері дорогою додому, на виході із кав'ярні «Рінґ», розташованої навпроти університету, на нього нападають два комуністичні агенти, силоміць заштовхують в авто і перевозять в радянську зону. Звідти 5 березня 1947 року його літаком переправляють до Києва. 15 місяців він перебував під слідством у Лук'янівській в'язниці; на короткий час його вивозили на допити до Москви. На основі рішення «особого совєщанія» МВС СРСР за «зраду Батьківщини», «антикомуністичну пропаганду» та інші провини перед комуністичною державою, громадянином якої він не був, 53-річний Михайло Матчак був засуджений до 25 років невільничої праці в таборах ГУЛАГу. 1 липня 1948 року його відправлено з Києва етапами до Караганди в Казахстан. 23 липня його привезли в табір біля місцевости Спаськ, де приділено до бригади, яка копала торф. На цій роботі він перебував до 1954 року.
У першому листі, який йому дозволили написати дружині, від 1 серпня 1948 року він написав: «Я здоров фізично і душевно  — оптиміст. Вірю, що і в моїй справі скоро побідить правда і справедливість». Але так не сталося!
У 1955 році разом з другими каторжниками, які не були громадянами СРСР, його перевезено до табору в Караганді, а у 1956 році  — табору в Чурбай-Нурі. Там з огляду на погіршення здоров'я його зачислили в бригаду інвалідів та поставили до легшої праці. 25 вересня 1956 року начальник табору повідомляє М. Матчака про те, що указом Верховного Суду СРСР він достроково звільнений з правом повернення на останнє місце проживання (тобто в Австрію, до Відня). Після цього його переправляють в репатріаційний табір для колишніх в'язнів в селищі Потьма в Мордовії, де повідомляють рішення влади про заборону його виїзду до Відня. Матчак рішуче відмовляється залишатися в СРСР і, посилаючись на рішення Верховного Суду, подає клопотання до Президії Верховної Ради та Міністерства Внутрішніх Справ СРСР про надання йому дозволу на виїзд за кордон. Звичайно, що ці клопотання не були враховані.

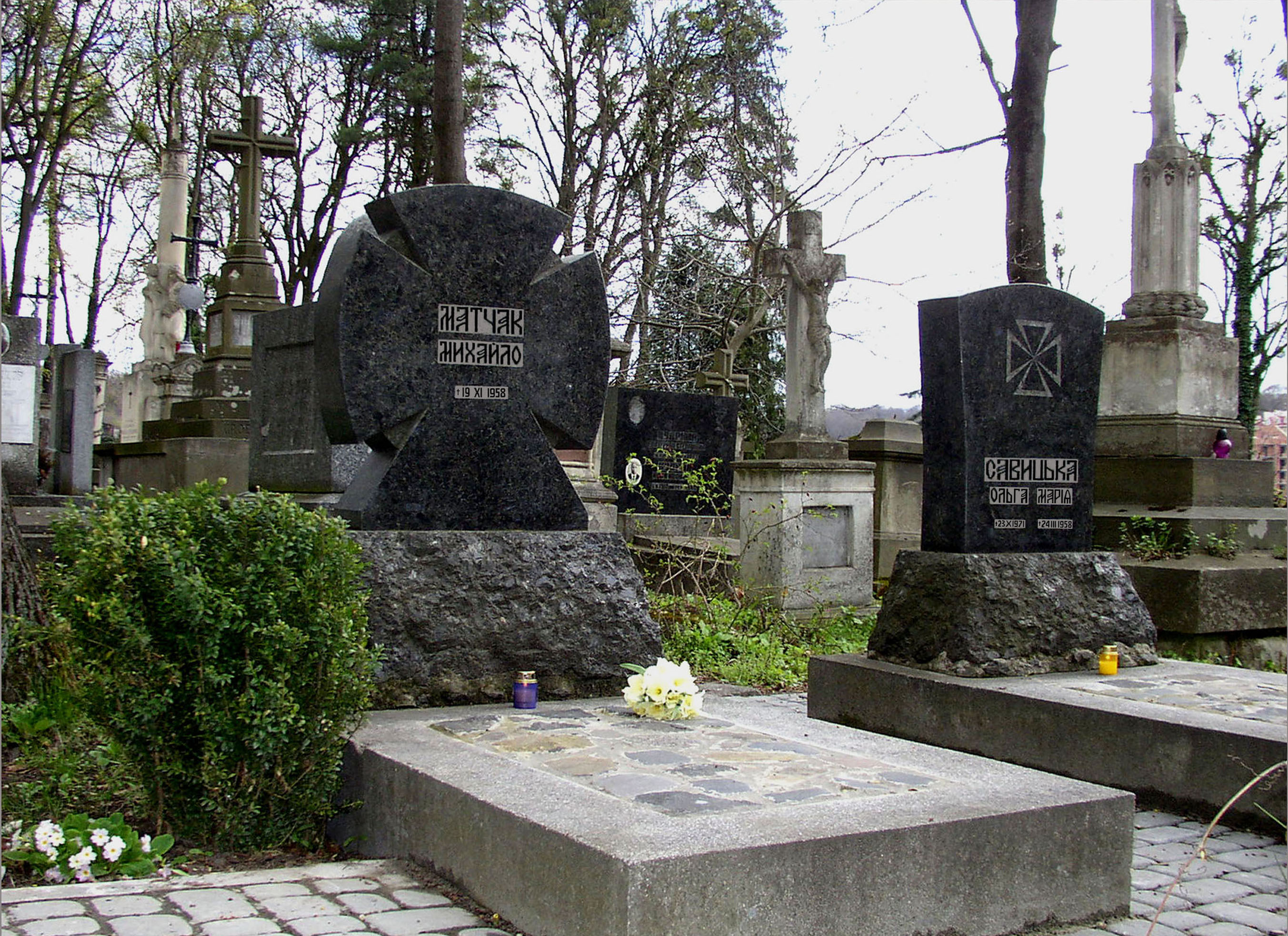
Могила М. Матчака

Коли його дружина С. Савицька, яка на той час вже проживала у США, довідалася про звільнення чоловіка, вона розпочала боротьбу за його повернення до Відня. Завдяки її старанням уряд Австрії відразу надав дозвіл Матчаку на в'їзд до Австрії, а пізніше — і громадянство.
Але ні ці заходи, ні інтервенції Міжнародного Комітету Червоного Хреста та Елеонори Рузвельт, дружини Франкліна Рузвельта, не допомогли визволити М. Матчака з лабет комуністичного режиму. Михайла Матчака перевезли до дому інвалідів в Зубнові біля селища Потьма (Мордовія), де він важко захворів. Співтовариш по недолі повідомив про важкий стан М. Матчака його брата Петра у Львові. Та Петро Матчак не встиг на останню зустріч з братом  — коли він з дружиною приїхав у Потьму, то вже не застав його живим. Михайло Матчак помер 19 листопада 1958 року. І навіть тіла його не хотіли віддавати. Його рідним за участю сестер дружини Ольги і Марії Савицьких з великими труднощами вдалося викупити тлінні останки, перевезти до Львова і 28 листопада 1958 року поховати при центральній алеї Личаківського цвинтаря (поле 51). Поруч поховані сестри його дружини Савицька Марія та Савицька Ольга.